# Medal za Uratowanie Życia
Medal za Uratowanie Życia (ang. Lifesaving Medal) – odznaczenie Straży Wybrzeża Stanów Zjednoczonych utworzone w czerwcu 1874. Jeden z dwóch najstarszych medali Stanów Zjednoczonych. Do dziś przetrwał w niezmienionej formie. Obecnie jest nadawany przez Departament Bezpieczeństwa Krajowego Stanów Zjednoczonych jako odznaczenie cywilne.

## Zasady przyznawania
Medal może zostać przyznany członkowi amerykańskich sił zbrojnych lub cywilowi będącemu amerykańskim obywatelem za uratowanie lub próbę uratowania życia innej osobie w sytuacji, w której ratowanej osobie grozi utonięcie lub bezpośrednie ryzyko śmierci. Akcja ratunkowa musi się odbywać na amerykańskich wodach terytorialnych lub przynajmniej jedna z osób musi znajdować się lub pochodzić z pokładu amerykańskiej jednostki wodnej.
Medal złoty przyznawany jest w sytuacjach, w których ratujący sam znalazł się w sytuacji grożącej utratą życia w wyniku przystąpienia do operacji ratunkowej. Medal srebrny przyznawany jest w pozostałych sytuacjach.
Unikatową cechą tego medalu jest to, że jest on zrobiony z prawdziwego złota lub srebra.